# Gangster moderne
Gangster moderne est un titre du rappeur MC Solaar, extrait de l'album Paradisiaque, sorti en 1997. Premier extrait de l'album à paraître en single, il y contient les samples du générique du Clan des Siciliens, ainsi que les effets sonores du jeu Street Fighter II.

## Classements
| Classement (1997)                       | Meilleure position |
| --------------------------------------- | ------------------ |
| Belgique (Wallonie Ultratop 50 Singles) | 25                 |
| France (SNEP)                           | 31                 |